# Peißen (Landsberg)
Peißen è una frazione della città tedesca di Landsberg, nel land della Sassonia-Anhalt.
Fino al 31 agosto 2010 ha costituito un comune autonomo.